# Mormopterus kalinowskii
Mormopterus kalinowskii là một loài động vật có vú trong họ Dơi thò đuôi, bộ Dơi. Loài này được Thomas mô tả năm 1893.